# Promises (Album)
Promises ist ein Studioalbum des britischen Electronica-Musikers Floating Points mit dem US-amerikanischen Jazz-Saxophonisten Pharoah Sanders und dem London Symphony Orchestra. Die 2019/20 entstandenen Aufnahmen erschienen am 26. März 2021 auf dem Indie-Label Luaka Bop von David Byrne.

## Hintergrund
Der britische DJ, Musiker und Produzent Sam Shepherd, der unter dem Pseudonym Floating Points zuvor im Bereich der Electronica und IDM zahlreiche Projekte produziert hatte, nahm das Album Promises mit dem Jazz-Musiker Pharoah Sanders und dem London Symphony Orchestra auf.
2015 saß Sanders, damals Mitte 70, in einem Mietwagen, als er das Debütalbum von Floating Points, Elaenia, hörte. Beeindruckt freundete er sich bald mit dem Musiker an, der mehr als 40 Jahre jünger war als er. Schließlich schlug Sanders vor, ein gemeinsames Album zu produzieren; Shepherd komponierte die Musik, spielte verschiedene elektronische und andere Instrumente und beauftragte das London Symphony Orchestra mit der Aufnahme von Streicherpassagen. Das Ergebnis – das hauptsächlich im Sommer 2019 in Los Angeles entstand und für das ein Jahr später während der COVID-19-Pandemie zusätzliche Orchesterstimmen mit den Geigern, Bratschisten, Cellisten und Kontrabassisten des London Symphony Orchestra aufgenommen wurden. Es war Sanders’ erstes Album unter eigenem Namen seit mehr als zehn Jahren und zugleich das letzte, das er zu Lebzeiten veröffentlichte. Er verstarb im September 2022 im Alter von 81 Jahren.

## Titelliste
Alle Kompositionen stammen von Sam Shepherd alias Floating Points.
CD-Version
1. Movement 1 – 6:24
2. Movement 2 – 2:31
3. Movement 3 – 2:32
4. Movement 4 – 2:31
5. Movement 5 – 4:25
6. Movement 6 – 8:50
7. Movement 7 – 9:28
8. Movement 8 – 7:22
9. Movement 9 – 2:30

LP-Version
1. Promises (Movements 1–5) – 18:40
2. Promises (Movements 6–9) – 27:51

## Rezeption

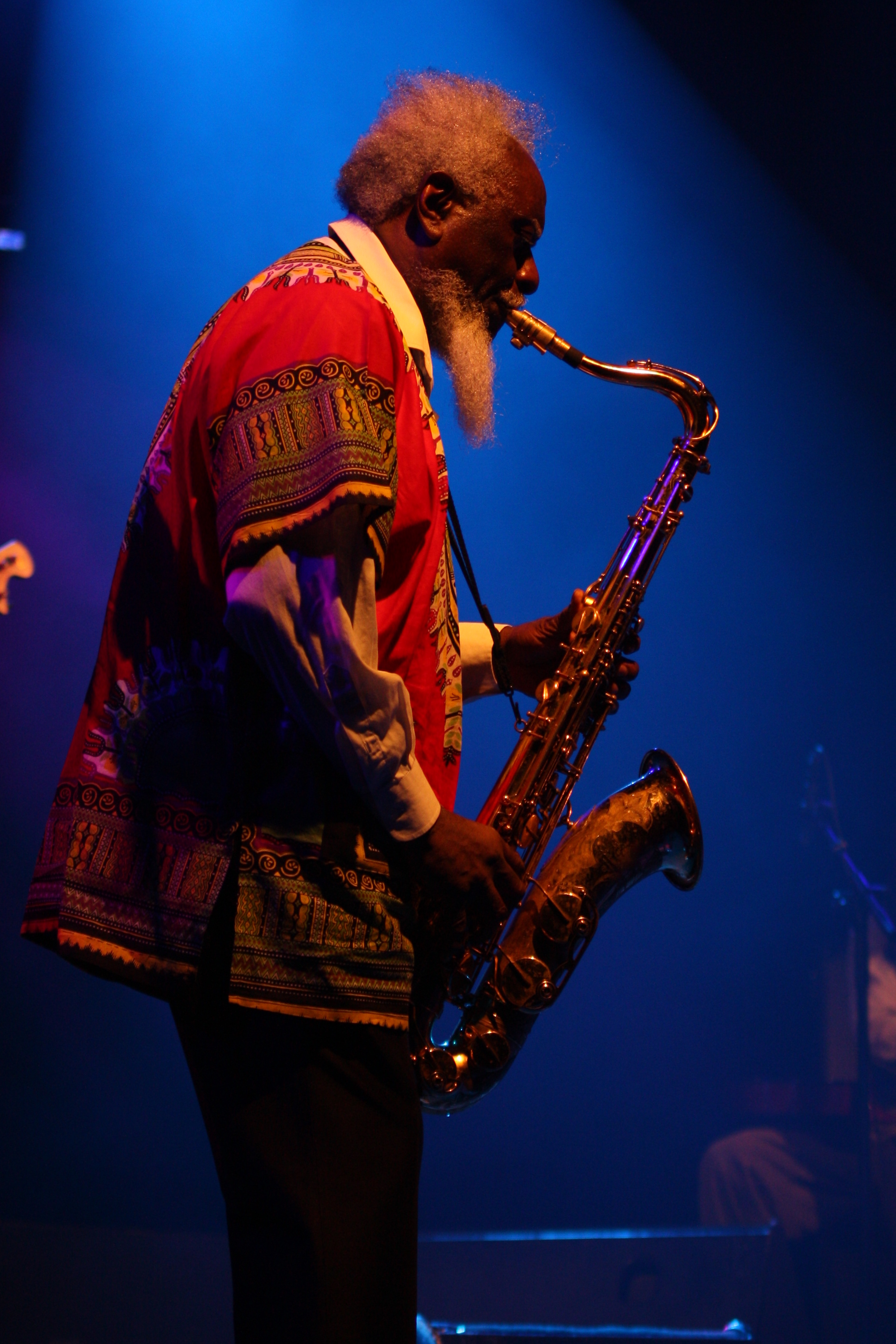
Pharoah Sanders (2013)

Chiara Wilkinson schrieb in The Quietus, Promises sei einzigartig und bestehe aus subtilen Feinheiten und filmischen Schwelgen. Shepherds Komposition sei anmutig und zurückhaltend, mit allen erkennbaren Elementen seiner elektronischen Produktion: dem dramatischen Aufstieg und Fall, dem undeutlichen Dialog des Rauschens und der gebieterischen Überlagerung von Texturen, die durch Sanders eigenwilliges Spiel hervorgehoben würden. Es sei „ein Fest des Klangs vom Feinsten und Reinsten: vom kleinsten Kratzer bis zu kathartischen Crescendos, von spiralförmigen Improvisationen bis zu kontemplativen Stille. Jede Note, jedes Flüstern, jeder Piepton und jede Verschiebung ist von Bedeutung. Es ist wunderbar facettenreich, aber niemals unausstehlich: ein erfrischendes, einzigartiges Gespräch zwischen Jazz, Klassik und Elektronik.“ Nach Ansicht der Autorin werde das Album für beide Seiten [sowohl des Jazz als auch der Electronica] eine Überraschung sein: Promises sei unvorhersehbar und reaktiv, da Shepherd und Sanders so geschickt voneinander abprallen, dass es mühelos erscheine. In dieser Hinsicht sei das Album nicht nur ein Dialog zwischen Genres – die Grenzen der Komposition würden so weit verschoben, dass das Genre selbst überflüssig werde –, sondern ein Gespräch zwischen musikalischen Generationen.
Andrian Kreye lobte in der Süddeutschen Zeitung das Album überschwänglich; es sei „sensationellst.“ Bereits zu Beginn des Albums, wenn Floating Points das Thema das erste Mal vorstelle, spiele er „brillant mit dem Raum der Stille. Im Nachhall des Cembalos hört man Sanders, wie er die Klappen seines Tenorsaxofons greift, tonlos anbläst. Nach einer guten Minute setzt er im oberen Register ein, erdiger Gegenpol zu Shepherds glasklaren Motiven. Und dann lässt einen das für eine Dreiviertelstunde nicht mehr los.“ Ähnlich wie nur wenige Werke zuvor (etwa Charles Lloyds Forest Flower oder Arvo Pärts Fratres) handele es sich um den „Glücksfall von Album, der für ein breites Publikum die Tür zu einer Musik einen Spaltbreit öffnet, die sonst eher schwierig ist, ohne sich dabei anzubiedern.“ Es öffne die „Tür zu jener spirituellen Musik […], die sich zwar nicht so schwer erschließt wie der Free Jazz, ihm aber doch hörbar verwandt ist.“ Das Album tauge allerdings nicht zum Hören einzelner Teile, sondern müsse am Stück gehört werden. „Es ist ein Gesamtwerk von einer guten Dreiviertelstunde, das keine einzige Länge, keine einzige Schwachstelle hat, aber einen nicht so sehr zwingt, sondern einfach dazu bringt, sich auch über die gesamte Spieldauer darauf einzulassen. Auch das ist für viele ein erst- und einmaliges Erlebnis.“
Mark Richardson schrieb auf Pitchfork, die „All-Star“-Zusammenarbeit zwischen einem Produzenten, einem Saxophonisten und einem Symphonieorchester sei ein himmlisches Ereignis. Aber es sei das Spiel von Pharoah Sanders, das alles zusammenhalte, ein klares Meisterwerk seiner späten Karriere. Während seiner emotionalen 46 Minuten wecke Promises Gefühle, die schwer zu benennen seien. Das erste Klangbild, das man höre, ziehe sich durch das gesamte Werk – ein kurzer Refrain mit sieben Tönen, gespielt von einem Cembalo, manchmal akzentuiert durch einen glockenartigen Ton, der die Celeste sein könnte. Die Klanggruppe beginnt in Stille, und wir können das Knarren von Holz und einigen sich bewegenden Objekten in dem Raum hören, in dem sie aufgenommen wurde, und sie wiederholen sich fast die gesamte Dauer des Stücks alle neun Sekunden. Es sei eine kleine, funkelnde Schleife, die an das Gefühl des Erwachens erinnere, als ob etwas Unklares jetzt verstanden wird, das bei jedem Zyklus wiederentdeckt werden muss. Und dieses sich wiederholende Fragment halte die Komposition zusammen und jeder Klang existiere in Bezug darauf, auch wenn wir nicht genau spüren können, wie sie zusammenpassen.
Richardson ging auf Vorläufer-Projekte dieser Produktion ein; in Bezug auf den Einsatz von Streichern und der Improvisation auf dem Saxophon nennt er das 1972 erschienene Ornette Coleman Album Skies of America, das ebenfalls mit dem London Symphony Orchestra aufgenommen wurde – obwohl dabei Colemans Arrangements „eine bissige Atonalität aufwiesen“. Ein weiteres Werk sei Alice Coltranes Lord of Lords aus demselben Jahr. Es habe eine ähnliche spirituelle Grundlage, und ihr Arrangement von „Going Home“ auf dieser Platte teilt ein gewisses Gefühl mit diesem Werk von Sanders/Shepherd. Des Weiteren erinnere die Kombination aus lose an Jazz angelehnter Elektronik an die Musik von Kieran Hebden und Steve Reids Alben Tongues (2007) und die Arbeit von Flying Lotus.
Für André Boße, der das Album für den Musikexpress besprach, ist Promises sogar ein stimmiges „Gesamtkunstwerk“ (dessen Erschaffung fünf Jahre gebraucht hätte). „Jedes Versprechen“ werde hier gehalten. „In den ersten 20 Minuten führt das Saxofon durch eine unwirkliche Landschaft, wird dabei von reduzierter Electronica begleitet. In der Mitte der Suite baut sich der gesamte Klangkörper auf, aus kurzem Kitsch wird gewaltige Dissonanz, dann bricht alles zusammen. Die Elektronik baut die Musik neu auf, Sanders’ Saxofon rückt noch einmal ganz ans Ohr heran, bevor Shepherd einen kosmischfeierlichen Ausklang inszeniert. Überwältigend!“
Zach Schonfeld schrieb im Paste Magazine, Promises entfalte sich in einer kontinuierlichen, wortlosen Komposition, die in neun Sätze unterteilt ist. Es klinge „wie ein Sprung kreativen Glaubens, eine kosmische Gemeinschaft, die über Generationen, Genres und musikalische Barrieren hinweg reicht, um etwas Schönes aufzubauen.“ Für 46 traumhafte Minuten sei Sanders’ Saxophon in eine Art kreatives Gespräch mit diesen federleichten Klangpartikeln verwickelt. Es liege an Sanders und dem London Symphony Orchestra, dem Werk eine kontinuierlich schwankende Intensität zu verleihen, und dies insbesondere bei „Movement 6“, wenn die Streicher das Saxophon mit sengenden und dramatischen Crescendos zu überwältigen scheinen. Mit dem siebten Satz stehe das Kernduo wieder im Mittelpunkt und drifte zu einer abstrakteren Psychedelik. Kritisch wandte der Autor ein, dass der neunte und letzte Satz, eine Art schwebende Streichcoda, überflüssig sei.
Nach Ansicht von Jim Hymes (Glide Magazine) erzeuge die Musik eine tranceähnliche, reflektierende Stimmung, die nur über den Hörer hinwegfließt und nur durch die Konvergenz der drei beteiligten Fraktionen erzeugt werden könne. Elemente von  Jazz, Electronica und Klassik verschmölzen, aber man solle nicht erwarten, dass dieser Sound notwendigerweise in eines dieser Lager falle.

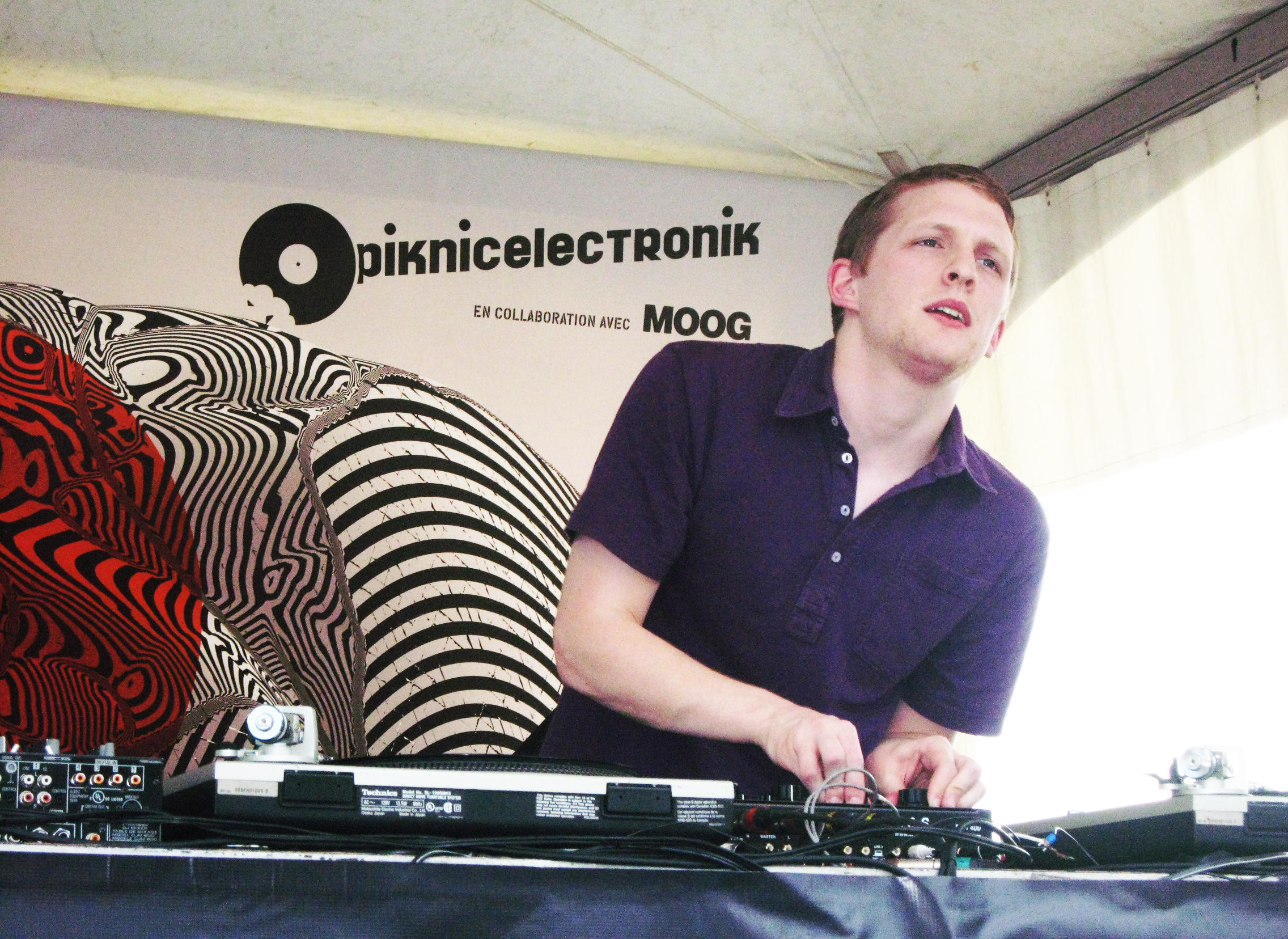
Floating Points (2011)

Promises sei ein wunderschönes, kontemplatives Stimmungsstück, notierte Tom Breihan in Stereogum. Wo der Saxophonstil von Pharoah Sanders einst fast gewalttätig gewesen sei, spiele er auf dem Album zurückhaltend und innerlich. Floating Points habe sich ebenfalls zurückgehalten, und die Orchesterstimmen sind meist nur Kolorierung. Dennoch sei Promises ein üppiges und faszinierendes Hörerlebnis, aber es sei fast Ambient-Musik.
Der Spiegel präsentierte Promises als sein „Album der Woche“. Im Zusammenspiel mit Floating Points feiere Sanders hier „einen lässigen Karrierehöhepunkt“. Auch wenn das Klanggerüst vom Sinfonieorchester manchmal „ein bisschen zu kitschsinnig aufgepustet“ werde, taste sich Sanders in den offenen Raum vor, drehe in ihm Pirouetten und stoße sich auch mal etwas vehementer von den Wänden und Shepherds elastischen Klangpollern und Drones, aber nie wirklich hart. Das Resultat sei „ein hochemotionales, sich langsam und meditativ entfaltendes, nach Transzendenz greifendes Spiritual-Jazz-Album im Stil der Sechziger- und Siebzigerjahre, mit modernen Produktionsmitteln in die Gegenwart übersetzt.“
Lutz Vössing von skug – Journal für Musik war erfreut, dass Sanders, anders als von ihm live 2013 erlebt, wieder zu alter Stärke zurückgefunden habe. „Trotz der Energie und Ausdruckskraft vor allem von Sanders hielt man es für nötig, das London Symphony Orchestra einzuladen, einige Parts einzuspielen. Und zum Glück wirkt das weder kitschig noch over the top, sondern absolut on point. Es markiert das i-Tüpfelchen auf dieser besonders schön produzierten Platte, die man tatsächlich als solche hören sollte, will man nicht ständig über die nervigen, den Fluss störenden Übergänge stolpern.“
Andy Kellman verlieh dem Album in AllMusic dreieinhalb Sterne und schrieb, es gebe hier keine offensichtliche Absicht, irgendeinen Punkt, mit dem die Vergangenheit des Saxophonisten hervorgerufen werde oder sogar die Kontinuität mit dem bisherigen Floating-Points-Katalog stehe. Darüber hinaus sei dies dennoch ein erfüllendes Hörerlebnis für diejenigen, die gehofft haben, mehr von Sanders, dem Sideman, der zuletzt auf Alben unter der Leitung von Joey DeFrancesco [In the Key of the Universe] und Bill Laswell zu hören war. In der Hauptsache sei Sanders’ Spiel sanft und lyrisch, nicht so sehr suchend als eher beobachtend, so als würde er einen dicht bewaldeten Pfad entlang spazieren, während Shepherds wiederkehrendes Arpeggio wie Sonnenlicht durch Lücken in Bäumen flackern. Die Reise lohne sich, so das Resümée des Autors, trotz Sanders’ frühem Ausstieg aus dem musikalischen Geschehen.
Michael Rüsenberg, der das Album auf der Website JazzCity besprach und mit nur einem Stern bewertete, meinte, „Promises“ habe alle Chancen, zum record of the year 2021 zu avancieren. Normalerweise sei dieser Status mit einem uneingeschränkt positiven Urteil verbunden. Vermutlich werde es aber die „meistdiskutierte Produktion des Jahres. Im Jazz,“ wobei die Fallhöhe „immens“ sei. Man sei enttäuscht, wenn man während der gut 6 Minuten von Movement 1 feststellen muss, dass das 7-Ton-Motiv und die streicher-haften Klangflächen dahinter alles seien, was der vorgebliche Meister-Elektroniker aus London als Bühnendeko für den Saxophon-Veteranen bereitstelle. Viel mehr ereigne sich nicht: in Movement 3 tauchten Tonbeugungen vom Synthesizer auf und in Movement 8 könne man, wie immer schon im Prog Rock, eine auf- und abschwellende Hammond-B3-Fläche hören. Was auf diesem Album „elektro-akustisch abläuft, ist ärmlich in einem Land, das dieses Feld einst bestellt hat.“ Das musikalische Hauptmotiv könne zwar auch von Brian Eno stammen: „nur wüsste der, wie man das Bett, auf dem es ruht, schön schimmern lässt.“ Insbesondere in Movement 7 könne man sich zwar am reifen Tenor-Klang von Sanders „erfreuen. Aber es steht ihm nichts gegenüber. Der Mann, der seine große Kunst in der Interaktion mit anderen entwickelt hat, der also aus einer völlig anderen Ästhetik stammt, er spielt förmlich ins Leere.“
Skeptisch war auch Stephen Dalton von Uncut. Er stufte es als eine „beeindruckende Zusammenkunft von Talenten“ ein, kam aber zu dem Schluss, dass es in seinem Gehalt „frustrierend leicht“ und insgesamt eine unbedeutende Ergänzung der Diskographien der Künstler sei.

## Charts und Chartplatzierungen
| ChartsChartplatzierungen     | Höchstplatzierung | Wochen |
| ---------------------------- | ----------------- | ------ |
| Deutschland (GfK)            | 53 (3 Wo.)        | 3      |
| Schweiz (IFPI)               | 74 (3 Wo.)        | 3      |
| Vereinigtes Königreich (OCC) | 6 (1 Wo.)         | 1      |